# Kebnekaise
O Kebnekaise ( PRONÚNCIA ; do lapão Giebmegáisi ou Giebnegáisi, "Cumeada") é a mais alta montanha da Suécia.
O maciço do Kebnekaise, que faz parte dos Alpes Escandinavos, tem dois picos: O Sydtoppen ("Topo do Sul"), com 2095.6 m e permanentemente coberto por um glaciar, e o Nordtoppen ("Topo do Norte") com 2 096,8 m e rochoso.
O Kebnekaise está localizado na Lapónia sueca, a cerca de 150 km a norte do Círculo Polar Ártico e a 85 km a oeste da cidade de Kiruna.
O trilho de trekking de Kungsleden passa na proximidade da "estação de montanha de Kebnekaise" (Kebnekaise fjällstation), no seu troço lateral entre Singi e Nikkaluokta.
Na Europa, não existem montanhas mais altas mais a norte. Do cume vê-se o território sueco e o norueguês. Diz-se que 9% da área da Suécia é visível do topo do Kebnekaise, ou seja, mais de 40 000 km² – o que equivale à área dos Países Baixos.[carece de fontes?]
Ao início da tarde de 15 de março de 2012, um avião militar norueguês (Lockheed Martin C-130J Super Hercules), vindo de Evenes (na Noruega) e tendo  Kiruna (na Suécia) como destino, despenhou-se sobre o flanco ocidental, matando todas cinco pessoas a bordo.